# Política fiscal y monetaria de Japón

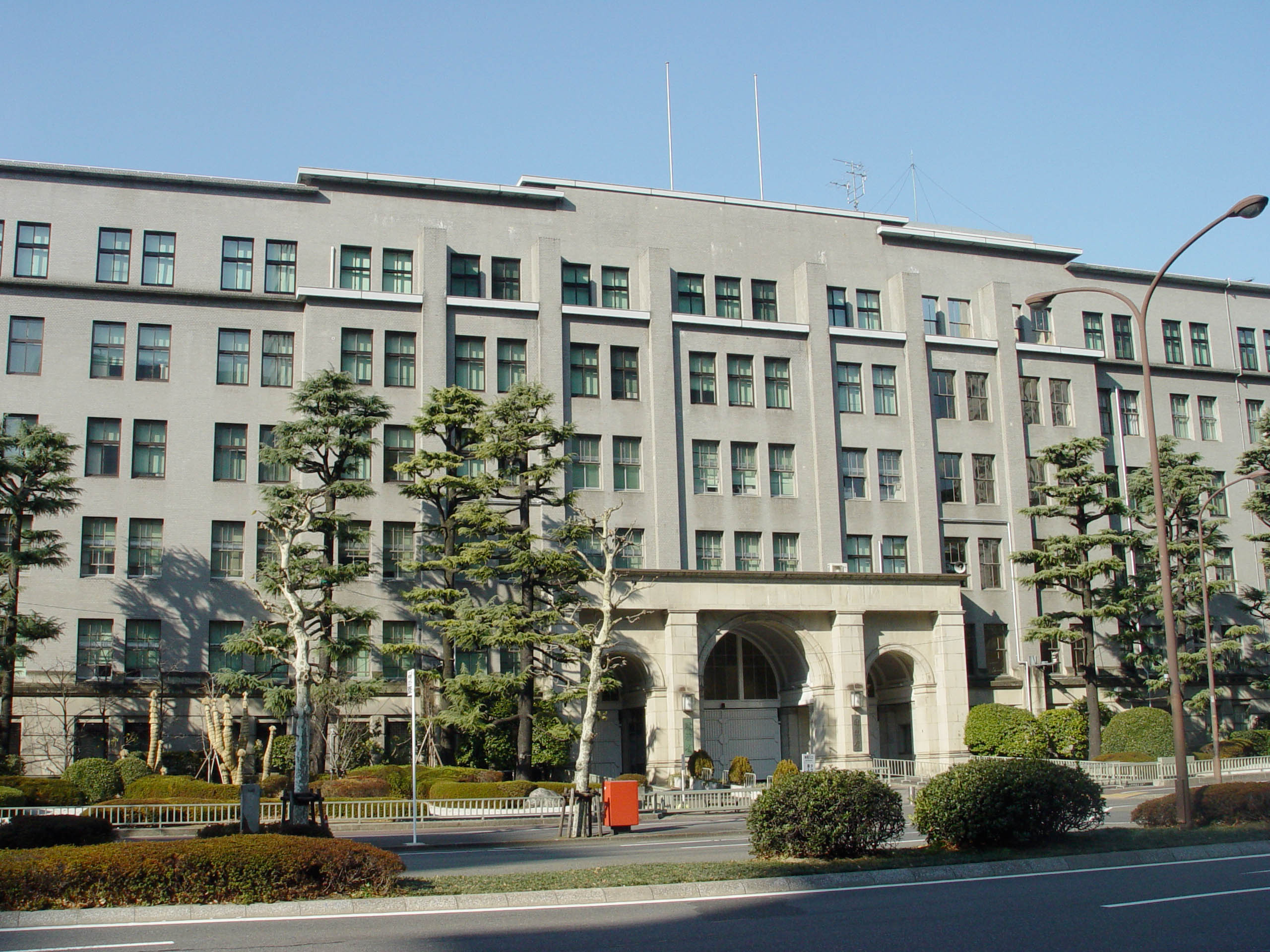
Edificio de oficinas públicas de Japón: Ministerio de Finanzas

La política fiscal y monetaria de Japón es un sistema económico basado en la eficiencia estructural de Japón. La política monetaria se refiere al reglamento, la evaluación y el coste del crédito del país. Por otro lado, la política fiscal se refiere a las negociaciones gubernamentales basadas en el gasto, la deuda y los impuestos. A través de la gestión de las áreas monetarias y fiscales, el Ministerio de Hacienda reguló la asignación de recursos en la economía, estabilizando las desigualdades de distribución de renta y la riqueza entre los ciudadanos, además de promover el bienestar en términos económicos.
El crecimiento económico de la posguerra de Japón se consolidó después de las medidas gubernamentales del Ministerio de Finanzas del país. En primer lugar, abogó por un enfoque de crecimiento inicial, con una alta proporción de gastos del gobierno para la acumulación de capital y, por otro lado, un gasto gubernamental mínimo. Con esta medida, mantuvo los impuestos y los gastos deficitarios en niveles bajos, además de proporcionar más recursos para el sector privado.

## Proceso presupuestario
La Oficina de Presupuesto del Ministerio de Finanzas de Japón está en el centro de las elecciones presupuestarias de cada año. Tal responsabilidad se convierte en el foco de muchos grupos de interés y otros ministerios que compiten por recursos limitados. El proceso presupuestario comienza poco después del inicio de un nuevo año fiscal, el 1 de abril. Los ministerios de economía y las agencias gubernamentales preparan solicitudes de presupuesto en consulta con el Consejo de Investigación Política.
En el otoño de cada año, los examinadores de la Oficina de Presupuesto examinan las solicitudes en detalle, mientras que el Ministerio de Hacienda se ocupa de la elaboración de correcciones presupuestarias y de la distribución de los ingresos fiscales. Durante el invierno, después de la publicación del proyecto presupuestario, se intensifica la asignación y revisión de campañas individuales de la Dieta de Japón. Los líderes de la coalición y el Ministerio de Finanzas consultan un proyecto final, generalmente aprobado en los procesos finales de la dieta gubernamental.
En general, el proceso de política fiscal y monetaria revela una característica básica de la dinámica política japonesa. Más allá de los ideales de armonía y consenso, los intereses, incluso burocráticos, están en fuerte competencia para la obtención de recursos. Los líderes políticos e integrantes de la Oficina de Presupuesto necesitan de gran habilidad para alcanzar compromisos a gran escala. La imagen incorporativa de Japón, en la que la armonía y la unanimidad son literalmente automáticas, desmiente la realidad de una intensa rivalidad. El sistema económico de finales del siglo XX es exitoso, en la medida en que la apreciación e intereses comunes minimizan antagonismos políticos, manteniendo equilibrio de poder entre grupos distintos. Sin embargo, no está clara la idea de permanencia del sistema en cuestión, en función de la lucha de Japón contra cuestiones de desigualdad social y envejecimiento social.

## Deuda nacional
En 2011, la deuda gubernamental de Japón era alrededor del 230% de su producto interno bruto anual, convirtiéndose en el mayor porcentaje del mundo. Con la intención de resolver el déficit presupuestario japonés y la creciente deuda nacional, en junio de 2012, la dieta japonesa aprobó un proyecto de ley para duplicar el impuesto de consumo nacional hasta un 10%.